# Brand New Day (singolo Sting)
Brand New Day è una canzone di Sting, pubblicata come singolo di lancio e title track del suo sesto album solista, Brand New Day del 1999.
La canzone è stata premiata ai Grammy Awards del 2000 come Miglior interpretazione vocale maschile.

## Nella cultura di massa
Si fa riferimento a Brand New Day in un episodio della serie televisiva animata I Griffin, quando Peter Griffin sostiene che nei versi delle canzoni di Sting sono comprensibili solo le ultime tre parole.
"Samona stema stena stine hemo no
hemo libo la polayl
stabbe noba Brand New Day"

## Video musicale
Il video musicale della canzone presenta una parodia sugli spot pubblicitari di candeggina; Sting appare come un "Gesù Cristo" davanti agli occhi increduli della gente, per poi rivelarsi nient'altro che un semplice venditore del miracoloso prodotto Brand new "Day Ultra".

## Tracce
Edizione europea
1. Brand New Day (versione singolo) — 3:59
2. End of the Game — 6:35
3. The Windmills of Your Mind (cover di Michel Legrand) — 6:48

Edizione internazionale
1. Brand New Day (versione singolo) — 3:59
2. Fields of Gold — 3:40
3. Englishman in New York — 4:22
4. Let Your Soul Be Your Pilot — 6:41

## Classifiche
| Classifica (1999)          | Posizione massima |
| -------------------------- | ----------------- |
| Austria                    | 38                |
| Canada                     | 31                |
| Finlandia                  | 2                 |
| Francia                    | 73                |
| Germania                   | 54                |
| Italia                     | 10                |
| Nuova Zelanda              | 46                |
| Paesi Bassi                | 46                |
| Regno Unito                | 13                |
| Stati Uniti (adult top 40) | 8                 |
| Svizzera                   | 35                |

## Premi
Grammy Awards
2000 - Grammy Award alla miglior interpretazione vocale maschile